# Sofia Middleton
Sofia Middleton (ur. 12 marca 1993) – chilijska żeglarka, uczestniczka Letnich Igrzysk Olimpijskich 2016.
W 2014 rozpoczęły się przygotowania Chilijskich żeglarzy do letnich igrzyskach olimpijskich odbywających się w Rio de Janeiro. Początkowo w treningach do rywalizacji w klasie 470  na jachcie Santander brały udział sterniczka Nadja Horwitz i Carmina Malsch, jednak ostatecznie w parze z Nadją wystartowała Sofia Middleton. Ich trenerem był Argentyńczyk Alejandro Irigoyen, który miał już w swoim dorobku dwa medale olimpijskie jako trener. Rok przed igrzyskami Chilijki zajęły czwarte miejsce na mistrzostwach świata juniorów w greckich Salonikach w kategorii do lat 23. Trzy miesiące przed olimpijską rywalizacją zawodniczki uczestniczyły w wypadku drogowym pod Rio de Janeiro, w wyniki którego ucierpiał ich sprzęt. Na igrzyskach reprezentantki Chile zajęły jedenaste miejsce na dwadzieścia reprezentacji biorących udział w rywalizacji.
Sofia studiowała prawo na Universidad Católica.